# Boggis
Boggis (o Bogis) fou un suposat duc d'Aquitània i Gascunya, esmentat per l'espúria carta d'Alaon atribuïda a Carles el Calb com escrita el 30 de gener del 845, que hauria governat després del 636 fins vers el 660 (quan apareix esmentat Fèlix de Tolosa), associat amb el seu germà petit Bertran.
Segons la carta, el rei Dagobert I, hauria donat als seus nebots fills de Caribert II (629–632) Boggis i Bertran els ducats el 632 (en realitat 632). Els dos prínceps haurien estat proclamats pel seu avi Amand de Gascunya després del 632 (quan Khilperic, el fill gran de Caribert II fou assassinat), reclamant els seus drets, foren derrotats (636); seria en aquesta data quan el rei podria haver concedit el ducat d'Aquitània i Gascunya com a dependència i pagant tribut, però l'existència de Boggis i Bertran és difícil, ja que l'únic fill cert de Caribert II, Khilperic, va morir el mateix any que el seu pare (mort el 8 d'abril del 632) sent un infant de bressol. Caribert, que va morir amb només uns 14 anys, no hauria tingut temps de procrear dos fills més (a part de Khilperic) en un temps tan limitat (potser menys d'un any si bé almenys un podria ser pòstum, o ser bessons).
Apareix esmentat en una altra font, la Vita Landiberto episcopi Traiectensis de Nicolau, que esmenta a Oda, Boggis Aquitanorum ducis recens defuncti vidua", "amita Lambertus", i haurien tingut dos fills segons la carta d'Alaon: Eudes (Eudonis) duc d'Aquitània, i Imitari. Segons això la mort de Boggis s'hauria produït vers el 688.